# Mal et Modernité
Mal et Modernité est un essai écrit par l'écrivain franco-espagnol Jorge Semprún et publié en 1995.

## Présentation et contenu

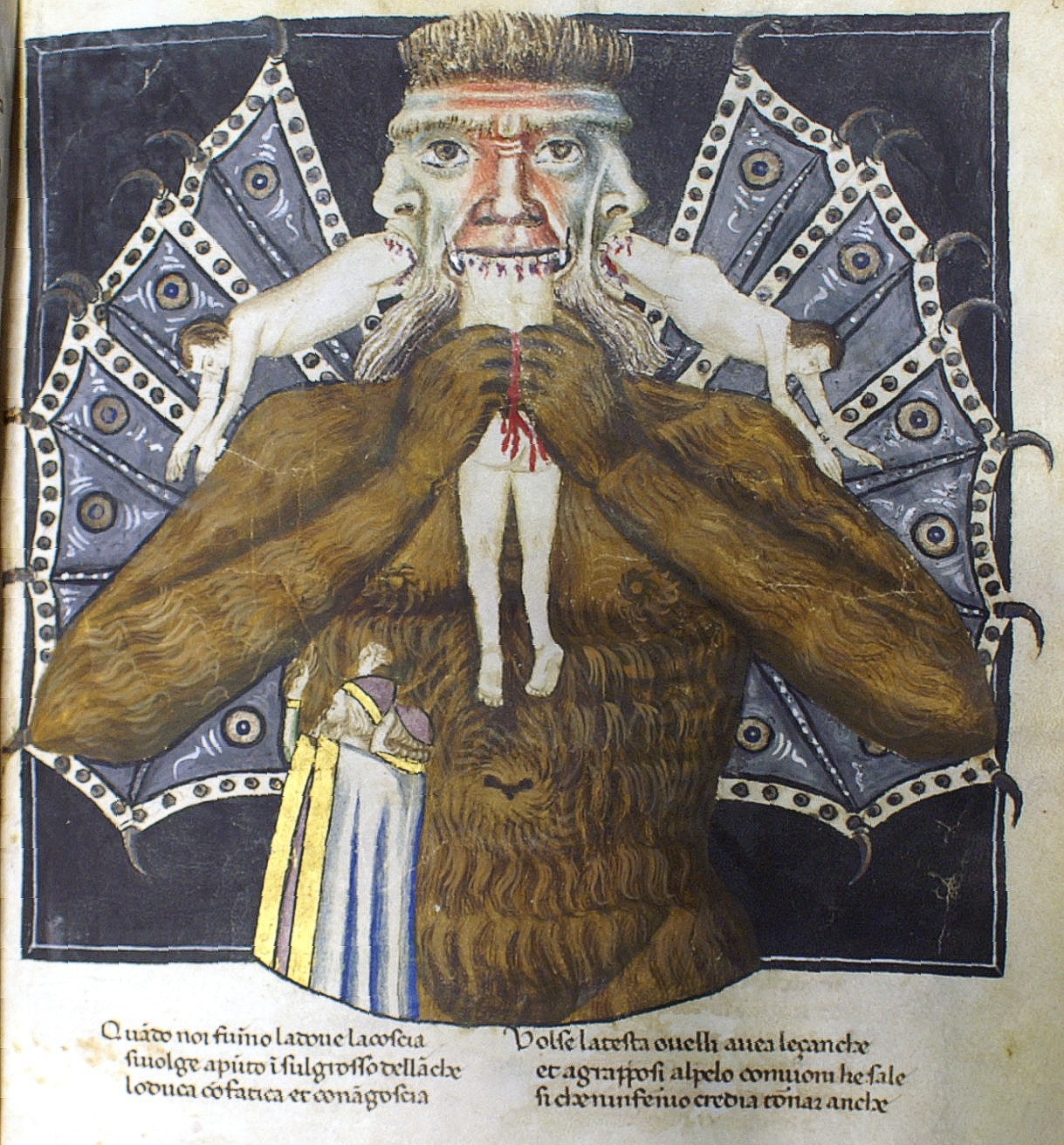
Le symbole du mal selon Dante

Jorge Semprun utilise comme point de départ une citation de Hermann Broch qui écrivait à New York en 1940 : « Les dictatures sous leur forme actuelle sont tournées vers le mal radical… » 

Le mal radical : das radikal Bose!
Cette idée que Jorge Semprun défend depuis longtemps déjà -et comme ancien dirigeant du Parti communiste espagnol exclu en 1964, il sait fort bien de quoi il parle- il va l'illustrer dans ce court essai ayant recours à quelques-uns de ses anciens compagnons du camp de Buchenwald.
Il les appelle, il les interroge dans cet ouvrage et c'est sa façon à lui de relier sa réflexion à la réalité et de convoquer l'Histoire devant tous ceux qui ont disparu là-bas, ceux qui, comme disait le poète Paul Celan, « ont une tombe au creux des nuages ».
Le philosophe Paul Ricœur lui aussi parle du mal radical en 1985 dans une conférence intitulée Le Mal: un défi à la philosophie et à la théologie. Il écrit  : « la problématique du mal radical sur laquelle s'ouvre La religion dans les limites de la simple raison, rompt franchement avec celle du péché originel… » Jorge Semprun, faisant allusion à son livre Quel beau dimanche écrit : « Un dimanche, à Buchenwald, donc, n'importe lequel des dimanches après-midi de Buchenwald, autour du châlit de Maurice Halbwachs et d'Henri Maspero, le mal radical selon Emmanuel Kant est apparu dans notre discussion. » Le thème essentiel en était ce questionnement que Paul Ricœur, dans sa conférence, définit le problème qui se pose à toute théodicée : « Comment peut-on affirmer ensemble, sans contradiction, les trois propositions suivantes : Dieu est tout-puissant; Dieu est absolument bon; pourtant le mal existe ? »  

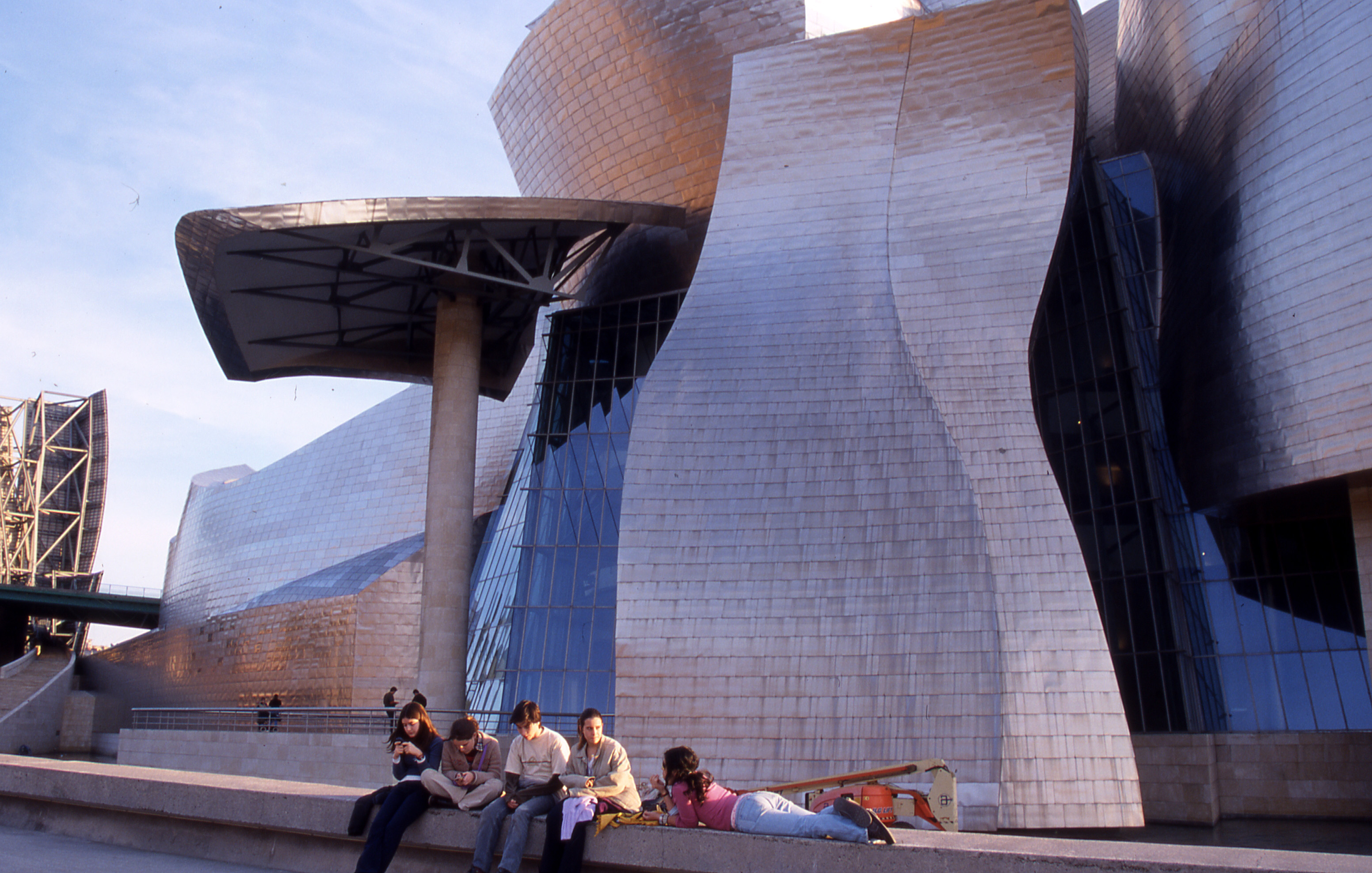
Symbole de modernité : musée Guggenheim de Bilbao

Jacques Maritain, pour sa part, dans son traité de 1963, Dieu et la permission du mal, ne parvient pas à donner une réponse satisfaisante à la contradiction induite par Ricœur. Pour lui, Dieu est bon et la cause du mal vient de l'homme. Un autre camarade du camp est venu leur parler de Schelling qui distingue ce qui est Dieu lui-même de cette volonté de l'humain « d'être Un », indivisible, et de citer cette phrase de Schelling : « sans cette obscurité préalable, la créature n'aurait aucune réalité : 'la ténèbre' lui revient nécessairement en partage ». Et commente Jorge Semprun : « Ces mots énigmatiques nous semblaient nommer l'évidence. Les dimanches de Buchenwald, autour de Halbwachs et de Maspero, gisant dans leur litière, mourants, 'la ténèbre' nous revenait nécessairement en partage. »
En novembre 1936 à Vienne, on célèbre le 50e anniversaire de Hermann Broch. L'écrivain Élias Canetti prend la parole pour parler de son ami et, à la fin prononce ces phrases saisissantes : « L'œuvre de Hermann Broch se dresse entre une guerre et une autre guerre; guerre des gaz et guerre des gaz. Il se pourrait qu'il sente encore maintenant, quelque part, la particule toxique de la dernière guerre. Ce qui est certain toutefois, c'est que lui, qui s'entend mieux que nous à respirer, il suffoque aujourd'hui déjà du gaz qui, un jour indéterminé encore, nous coupera le souffle. » 
Paroles prémonitoires du grand écrivain qui obtiendra le prix Nobel de littérature en 1981.
« Le mal, écrit Semprun, n'est ni le résultat ni le résidu de l'animalité de l'homme: il est un phénomène spirituel, consubstantiel à l'humanité de l'homme. Mais le bien l'est tout autant. » C'est cette certitude qu'exprime admirablement un homme comme Marc Bloch dans son livre L'Étrange Défaite. Il conclut en opposant la pensée de Martin Heidegger qui, même si une « la déchirure traverse son cœur », n'en demeure pas moins pessimiste sur l'avenir de la démocratie et celle de Karl Jaspers qui est la preuve « que l'on peut penser la modernité lucidement… »
Au moment où les raisons d'espérer sont immenses, où s'effondrent les puissances de l'Est, « il est réconfortant, conclut Semprun, de rappeler la pensée allemande qui, de Herbert Marcuse, en 1935, à Jürgen Habermas aujourd'hui, en passant par l'œuvre immense de Karl Jaspers, a maintenu la déchirante lucidité de la raison. »